# Xã Thorn, Quận Perry, Ohio
Xã Thorn (tiếng Anh: Thorn Township) là một xã thuộc quận Perry, tiểu bang Ohio, Hoa Kỳ. Năm 2010, dân số của xã này là 4.253 người.